# 梓木
梓木，是唇形目紫葳科下梓屬植物的統稱，大多為落叶樹種。生长于北美温带地区、西印度群岛和亚洲东部。属名Catalpa源于印第安语catalpa，一种植物名。
梓树通常长到12-18米（40-60英尺）高，6-12米（20-40英尺）宽。一株树龄为10年的树苗为6米（20英尺）高。具有较大的心形三叶状的叶子，雪白或花色的花呈宽圆锥花序，并在秋季结20-25厘米的类似细长豆荚的果实，内有数个扁平种子，每个种子有两个薄翼以助风传播。由于其叶子形状，常被与美国南部的油桐相混淆。
由于其叶子大，梓木可提供较多阴凉，是较理想的鸟类栖息地，为其遮风挡雨。这些树很少掉落枝丫，但在夏天有较大豆荚掉落。而梓树的木材较软。

## 下属物种
本属包括以下物种：
- Catalpa amena Raf.
- 黄叶美国木豆树 Catalpa bignonioides Walter，南梓木
- Catalpa brevipes Urb.
- 楸树 Catalpa bungei C.A.Mey.
- Catalpa catalpa Sudw.
- Catalpa cordifolia Jaume
- 灰楸 Catalpa fargesii Bureau
- Catalpa hirsuta Spreng.
- Catalpa longissima (Jacq.) Dum.Cours.
- Catalpa longissima Sims, 1808
- Catalpa macrocarpa (A.Rich.) Ekman & Urb.
- 梓樹 Catalpa ovata G.Don，黄梓木
- Catalpa pubescens M.Gómez, 1890
- Catalpa pumila Wien.
- Catalpa purpurea Griseb.
- 黄金树 Catalpa speciosa (Warder ex Barney) Warder ex Engelm.，西美梓
- Catalpa sylvestrii (Pamp. & Bonati) S.Y.Hu
- Catalpa thunbergii hort. ex Wien.
- 藏楸 Catalpa tibetica Forrest

杂交种：
- Catalpa ×erubescens Carrière
- Catalpa ×galleana Dode

## 北美梓木
在北美主要有两个的种类，分別是南梓木（或稱黄叶美国木豆树，Catalpa bignonioides）和北梓木（西美梓，Catalpa speciosa），由于其雪白的花色和诱人的形状而作为观赏植物而广泛种植。南北梓木在外形上非常相似，但北梓木种类在叶子，花朵和豆荚形状上稍大。在275个生长度日（growing degree day）后开始开花。黄梓木（Catalpa ovata）源自中国，花色淡黄，同样被用作观赏植物而在户外种植。

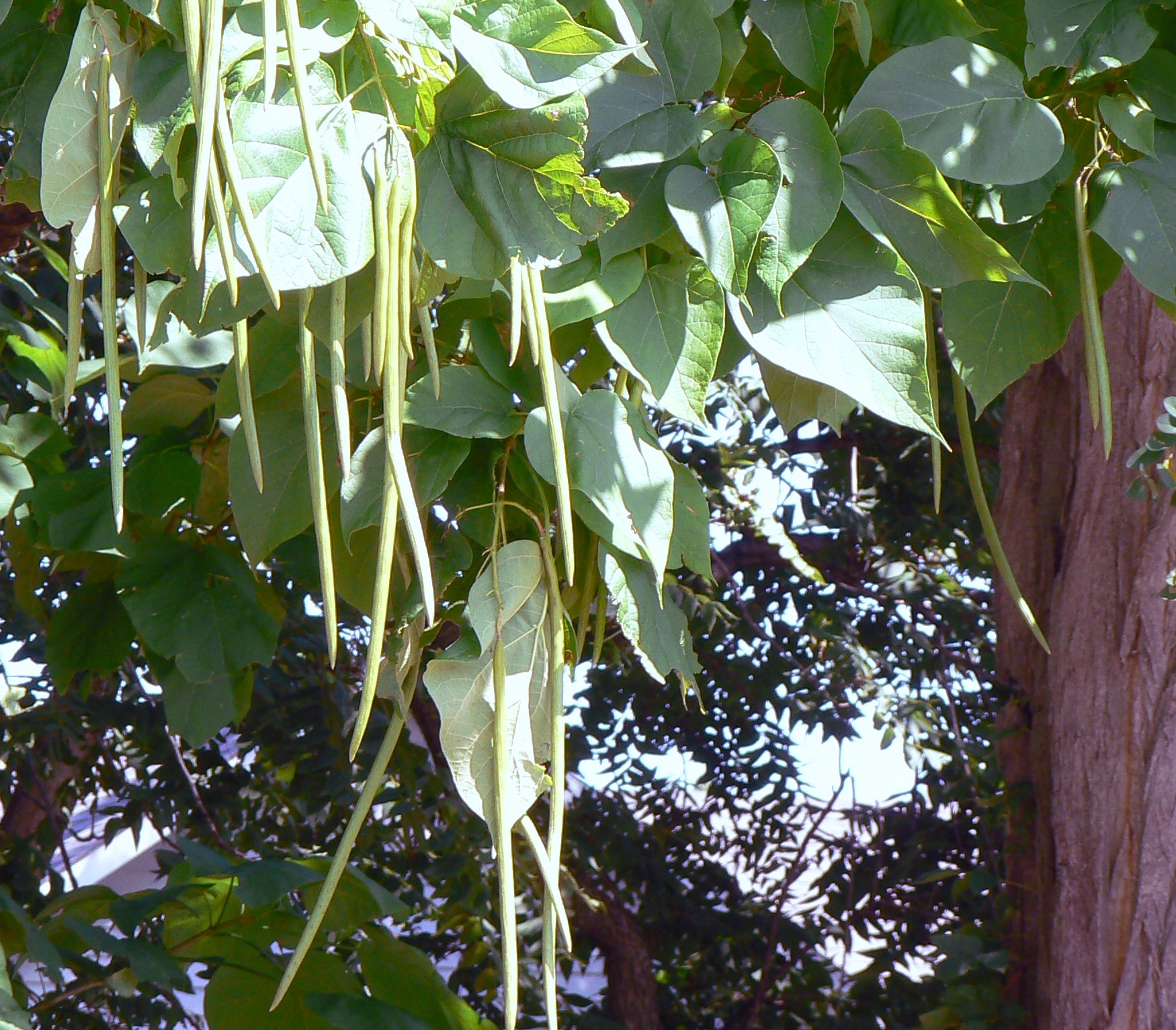
北梓木豆荚和叶子局部

其最早的英文名Catawba来自于美国印第安人的卡托巴族，并作为其部落的 图腾。而Catalpa（梓木目前的屬名）是由于植物学家（Scopoli）首次对该种类进行科学描述时的转录错误。国际植物命名法规规定首次科学描述的命名必须被沿用。 而其方言名已经被广泛沿用（尽管不是全部），所以catawba仍在美国的部分地区被使用，特别是该树种的发源地区。
该豆荚装的种子荚是最早在方言中用于命名的依据，印第安豆树和雪茄树则分别代表了黄叶美国木豆树，C. bignonioides和西美梓，C. speciosa。
该树还是梓木蛾（Catalpa Sphinx）的食物，叶子被其幼虫蚕食。该幼虫是钓鱼的优质诱饵。

## 中国梓木
在中国的梓木多指梓樹（Catalpa ovata），东北地区也称之为臭梧桐，主产黄河至长江流域，分布广、材质佳，是历代用材最广的木材品种之一，也是制作器具之良材。其硬度和密度中等，木理优美并带光泽；不开裂，不伸缩，刨面光滑，抗腐性较强，非常适合雕刻、做模、刨、截等；中国古代帝王、王后下葬时则常用梓木做棺。

## 其他用途
在中医学中，梓木具有药用价值。《握灵本草》：治手足痛风，梓木煎汤，桶上蒸之，勿令汤气人目。治霍乱不吐不泻，以梓木屑煎浓汁吐之。
此外，梓木还是木胎漆器、乐器和雕版刻字的优质材料，因此中文将书籍的刊印出版称为“付梓”，其中的“梓”是雕板的意思。梓木还被用於制作古琴底板，偶尔也被用作于吉他的背侧板（tonewood）。

## 梓木之最
世界上最大的梓木在美国密歇根州的首府兰辛，1879年首府大樓竣工時種此樹以資紀念。而最老的梓木在英国东南部伯克郡的雷丁，已有一百六十餘年的树龄。